# Тихая Одесса
«Тихая Одесса» — советский фильм  1967 года режиссёра Валерия Исакова, по мотивам повести А. Лукина и Д. Поляновского.

## Сюжет
Гражданская война только закончилась. Алексей Толмачев (Вадим Ганшин) приезжает в Одессу поступать в университет, но после разговора с заведующим ГубЧК становится чекистом.
Вскоре ему удается войти в доверие к полковнику Рахубе — эмиссару «Союза освобождения», созданного за границей. Рахуба поручает Алексею установить связь с одесскими заговорщиками. Речь идет о доставке им оружия, через контрабандистов.
Выполняя это задание, Алексей спускается в катакомбы, где скрываются основные силы контрреволюционеров, а затем едет в Тирасполь для встречи с украинскими атаманами. 
Чекисты предлагают Алексею собрать атаманов в Одессе, чтобы разом покончить со всеми бандитами. 
За успешное выполнение операции Толмачева премируют недельным пайком.

## В ролях
- Вадим Ганшин — Алексей Толмачёв (Седой)
- Ирина Демич — Галина Сергеевна Литвиненко, сотрудница ЧК
- Пантелеймон Крымов — Генрих Осипович Донатов
- Евгений Кузнецов — Геннадий Михайлович Оловянников, заведующий отделом ГубЧК
- Семён Крупник — Фалин
- Николай Федорцов — Арканов
- Николай Гринько — Золотаренко
- Степан Крылов — Синесвитенко
- Иван Дмитриев — Григорий Павлович Рахуба
- Александр Горбатов — Викентий Михайлович Шаворский
- Георгий Юматов — биндюжник-оратор
- Михаил Васильев — Микоша
- Владимир Дальский — Нечипоренко
- Зинаида Дехтярёва — Фенька
- Пётр Любешкин — Афанасий Петрович Цигальков